# Dryopteris woodsiisora
Dryopteris woodsiisora är en träjonväxtart som beskrevs av Bunzo Hayata. Dryopteris woodsiisora ingår i släktet Dryopteris och familjen Dryopteridaceae. Inga underarter finns listade.